# 阿寺断層
阿寺断層（あてらだんそう）は、岐阜県と長野県にまたがる断層で、活動度A級の活断層である。阿寺断層帯ともいう。

## 解説
岐阜県中津川市神坂より中津川市、下呂市を経て、下呂市萩原町山之口にいたる、全長約70kmの断層で、全体的には横ずれ断層（左横ずれ）である。岐阜と長野の両県にまたがる断層であるが、2005年（平成17年）2月13日に長野県木曽郡山口村が岐阜県中津川市に編入されたこともあり、現在はほぼ全域が岐阜県である。
構成断層は、
- 北部：萩原断層
- 南部：湯ヶ峰断層、小和知断層、阿寺断層、城ヶ根山断層、小川断層、柿坂断層、西上田断層、下呂断層、下呂西断層、宮地断層、野久保断層

## 地形と地質
岐阜と長野の両県にまたがる阿寺山地はこの断層により形成された山地である。また、この断層に沿って川上川、付知川、加子母川、飛騨川が流れており、断層より上流側と下流側の川の位置を数km - 数十kmほど食い違えさせている。中津川市加子母付近では幅約2kmの断層帯を形成し、坂下地区、付知地区では、高さ十数mの段差が確認できる。中でも坂下地区における、離水年代の異なる複数の河岸段丘を直線状に切り、左横ずれ（と上下方向の変位）させている変位地形がある。

## 評価
過去の活動時期から、下呂市の北部に南北に位置する北部と、下呂市から中津川市北東部にかけて、北西から南東方向に延びる南部に区分される。北部は、平均活動間隔は1,800 - 2,500年、最新活動時期は3,400 - 3,000年前と推測されている。南部は、平均活動間隔は約1700年、最新活動時期は1586年（天正13年）の天正地震であったと推測されている。北部はM6.8程度の地震が推測され、30年以内の発生確率は6 - 11%。南部はM7.8程度の地震が推測され、30年以内の発生確率は、ほぼ0%と推測されている。
なお、2011年 東北地方太平洋沖地震に伴い、北部の地震発生確率が高められた。
平均的なずれの速度は、
- 北部：不明
- 南部：2 - 4m/1000年（左横ずれ成分）

## 過去の地震活動
- 北部の最新活動時期は約3400年前以後、約3000年前以前と考えられ、平均活動間隔は約1800 - 2500年と推定。
- 南部の平均的な左横ずれの速度は約2 - 4m/1000年であった可能性があり、活動時には、4 - 5m程度の左横ずれが生じたと推定。南部の最新活動時期は1586年（天正13年）の天正地震が推定されている。また、恵那市上村川上流域ではほぼ同年代に山体崩落があり、川を堰き止めて湖ができたことが分かっており、本断層の活動との関係が示唆されている。

- 佐見断層帯では、過去の活動に関する資料は得られていない。
- 白川断層帯では、過去の活動に関する資料は得られていない。